# Lumppapper

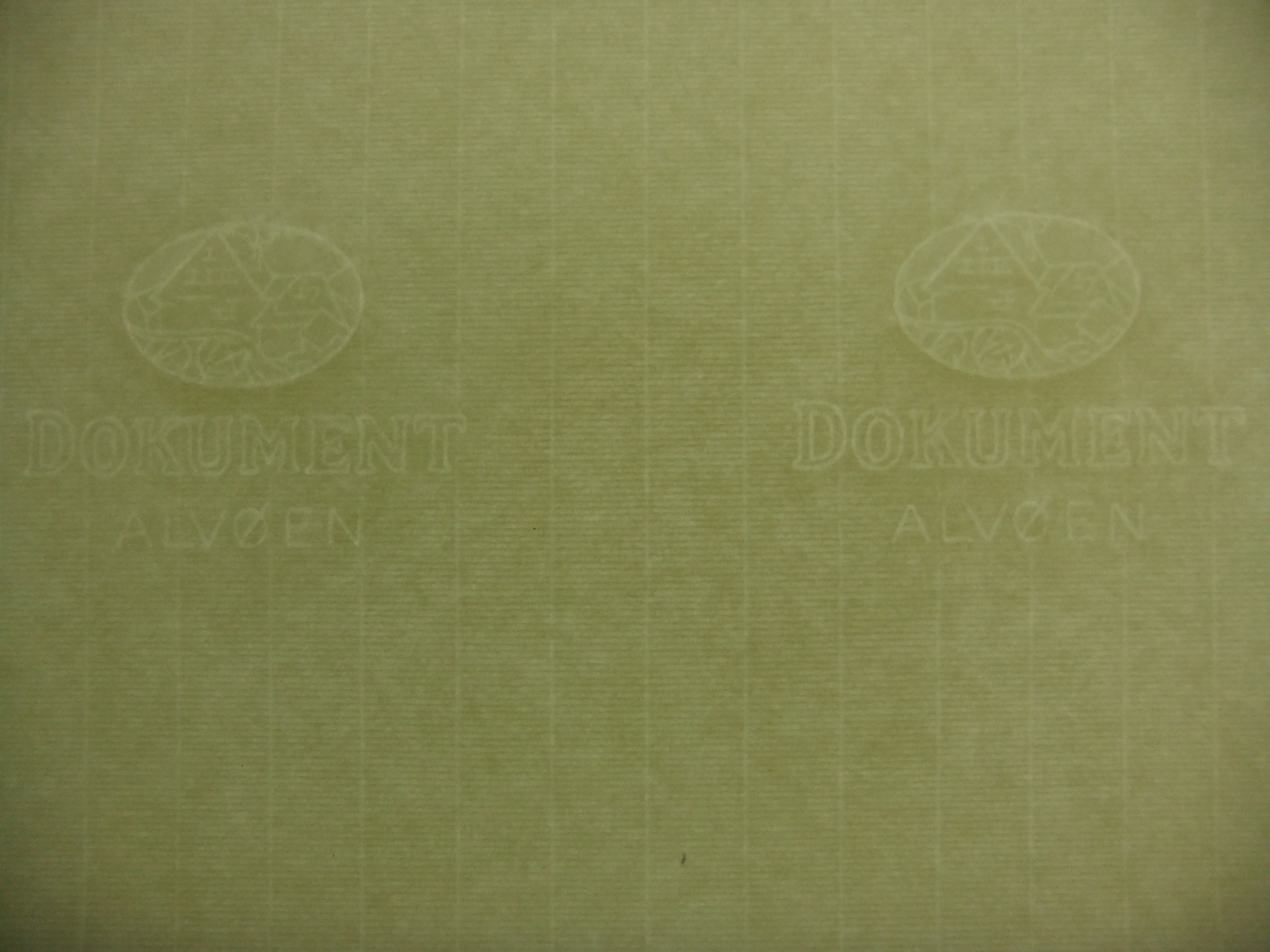
Lumppapper med vattenmärke fotograferat på ljusbord.

Lumppapper är en papperssort som tillverkas helt eller delvis av lump. 
I Kina år 105, då det ”moderna” papperets historia började, använde man lump till tillverkningen men då blandat med hampa och bark från mullbärsträd.
När kunskapen om papperstillverkning kom till Europa på 1200-talet använde man nästan helt uteslutande lump till ändamålet. Men eftersom bristen på textilrester (lump) var stor, då folk använde sina kläder tills det knappt fanns något kvar av dem, började man söka efter nya material och fann trädmassa passande. Trädmassan tog sedan långsamt över nästan hela pappersindustrin. Men lumppapper brukas än idag, fast till lite finare ändamål då materialet oftast är av högre kvalité än papper baserat på trä. 
Lumppapper används idag till till exempel tillverkning av dokumentpapper, cigarettpapper och sedlar. Detta eftersom det är mycket slitstarkt och har ett neutralt pH-värde. Pappret har även en mycket bra uppsugningsförmåga vilket gör att det passar utmärkt att stämpla på.

## Papper gentemot papp
Lumppapper skall inte förväxlas med lumppapp som är ett byggmaterial.